# Trechnites
Trechnites is een geslacht van vliesvleugeligen uit de familie Encyrtidae. De wetenschappelijke naam van dit geslacht is voor het eerst geldig gepubliceerd in 1876 door Carl Gustaf Thomson.
Het zijn erg kleine insecten (lengte 1 à 2 mm). Het zijn parasitoïden van bladvlooien en sommige soorten komen in aanmerking voor de biologische bestrijding van schadelijke soorten bladvlooien.

## Soorten
Het geslacht Trechnites omvat de volgende soorten:
- Trechnites albipodus Kazmi & Hayat, 1995
- Trechnites aligarhensis Hayat, Alam & Agarwal, 1975
- Trechnites alni Erdös, 1957
- Trechnites angolensis Prinsloo, 1981
- Trechnites australiensis (Girault, 1915)
- Trechnites brevicornis Erdös, 1957
- Trechnites concinnus Kazmi & Hayat, 1995
- Trechnites dubiosus Sharkov, 1995
- Trechnites flavipes (Mercet, 1921)
- Trechnites fuscitarsis (Thomson, 1876)
- Trechnites insidiosus (Crawford, 1910)
- Trechnites manaliensis Hayat, Alam & Agarwal, 1975
- Trechnites merops Noyes & Hanson, 1996
- Trechnites morulus Prinsloo, 1981
- Trechnites pernicialis Robinson, 1970
- Trechnites sadkai Guerrieri & Noyes, 2009
- Trechnites secundus (Girault, 1915)
- Trechnites silvestris Kazmi & Hayat, 2009
- Trechnites trjapitzini Sugonjaev, 1968
- Trechnites versicolor Prinsloo, 1981
- Trechnites viridiscutellatus (Ishii, 1928)
- Trechnites viridiscutellum (Girault, 1915)

Het is een kosmopolitisch geslacht waarvan vijf soorten in Europa voorkomen: T. sadkai, T. flavipes, T. alni, T. fuscitarsis en T. insidiosus.